# Estrutura secundária da proteína

Estutura Secundária.

A estrutura secundária da proteína é a forma tridimensional de segmentos locais de proteínas. Os dois elementos estruturais secundários mais comuns são as hélices alfa e as folhas-beta, embora também ocorram voltas beta e voltas ômega. Os elementos da estrutura secundária normalmente se formam espontaneamente como intermediários antes que a proteína se dobre em sua estrutura terciária tridimensional.
A estrutura secundária é formalmente definida pelo padrão de ligações de hidrogênio entre os átomos de hidrogênio amino e oxigênio carboxílico na cadeia principal do peptídeo. A estrutura secundária pode, alternativamente, ser definida com base no padrão regular de ângulos diedros da espinha dorsal em uma determinada região do gráfico de Ramachandran.
O conceito de estrutura secundária foi introduzido pela primeira vez por Kaj Ulrik Linderstrøm-Lang, da Universidade de Stanford, em 1952.   Outros tipos de biopolímeros, como os ácidos nucléicos, também possuem estruturas secundárias características.

## Tipos
| Atributo de geometria | α-hélice        | 310 hélice      | π-hélice        |
| --------------------- | --------------- | --------------- | --------------- |
| Resíduos por turno    | 3.6             | 3,0             | 4.4             |
| Tradução por resíduo  | 1.5 Å (0.15 nm) | 2.0 Å (0.20 nm) | 1.1 Å (0.11 nm) |
| Raio da hélice        | 2.3 Å (0.23 nm) | 1.9 Å (0.19 nm) | 2.8 Å (0.28 nm) |
| Ângulo                | 5.4 Å (0.54 nm) | 6.0 Å (0.60 nm) | 4.8 Å (0.48 nm) |